# Melelaram
Melelaram ist ein osttimoresischer Ort in der Aldeia Meguir (Suco Aidabaleten, Verwaltungsamt Atabae, Gemeinde Bobonaro). Er liegt in einer Meereshöhe von 15 m.
Der Weiler Melelaram befindet sich im Südosten der Aldeia, westlich von der nördlichen Küstenstraße, die hier etwas landeinwärts jenseits des Küstengebirges verläuft. Östlich liegt der Ort Meguir, westlich der Weiler Kilibain.